# Juan Graterol
Pour les articles homonymes, voir Graterol.
 (juin 2017).
Juan José Graterol Montevideo (né le 14 février 1989 à Maracay, Aragua, Venezuela) est un receveur de la Ligue majeure de baseball.

## Carrière
Juan Graterol signe son premier contrat professionnel en septembre 2005 avec les Royals de Kansas City. Il évolue en ligues mineures avec des clubs affiliés aux Royals de 2006 à 2014, avant de jouer avec des équipes mineures des Yankees de New York en 2015. Il rejoint en 2016 les Angels de Los Angeles et joue son premier match dans le baseball majeur avec cette équipe le 2 septembre 2016.
Le 23 janvier 2017, Graterol est réclamé au ballottage par les Blue Jays de Toronto, mais il ne joue pas pour cette équipe, qui le retourne aux Angels le 18 avril suivant.